# Агирре де Ача, Хосе
Хосе Мария Агирре Ача (исп. José María Aguirre Achá; 28 марта 1877, Кочабамба, Боливия — 1941, Ла-Пас, Боливия) — боливийский писатель, поэт, политик и дипломат. Внук бывшего президента Боливии Хосе Марии Ача, сын писателя и политика Натаниэля Агирре, муж писательницы Аиды Гайнсборг, отец троцкистского активиста рабочего движения Хосе Агирре Гайнсборга.

## Биография
Сын писателя Натаниэля Агирре и Маргариты Ача, дочери бывшего президента Боливии генерала Хосе Марии Ача Валиенте. Был активным юристом революционного движения 1898 года, дипломатом, политиком и военным.
Он участвовал в войне за Акри 1900 года в качестве адъютанта генерала и президента Хосе Мануэля Пандо.
Занимал должность министра образования при правительстве Эрнандо Силеса, а в качестве дипломата работал в Колумбии, Эквадоре, Венесуэле и США, где был консулом в Нью-Йорке.
Он руководил литературным журналом Gutemberg Ilustrado в Кочабамбе. Является автором, среди прочего, текстов гимна Salve, Oh Patria и вальса En las playas del Beni. Помимо стихов, он писал романы и пьесы.
«Правильная, мягкая, ясная проза, исполненная поэтического изящества, описательного такта и психологической проницательности, образовала подлинный политический роман, не имеющий аналогов в боливийской литературе. И нам нелегко было найти в американских романах того времени произведение, которое равнялось бы ему или превосходило его в своем роде», — писал о Хосе Агирре его младший коллега по цеху Аугусто Гусман . А писатель и политик Густаво Адольфо Отеро говорил: «В его стихах выделяется меланхолическое чувство и нотка болезненной эмоциональности. На его творчество давит влияние XIX века и романтизма. Благодаря своему яркому темпераменту и лирическому патриотизму он один из наших выдающихся гражданских поэтов».

## Произведения
- Vaguedades, 1901, стихи
- De los Andes al Amazonas (От Анд до Амазонки), 1902, воспоминания о войне за Акри.
- Poesías (Поэзии), 1912.
- Platonia (Платония), 1923, роман
- El secreto del Ande (Тайна Анд), 1930, стихи
- La antigua provincia de Chiquitos limítrofe de la provincia del Paraguay,(Бывшая провинция Чикитос, граничащая с провинцией Парагвай), 1933, география